# John Craven (photographe)
Pour les articles homonymes, voir John Craven.
John Craven, né Louis Conte le 10 septembre 1912 à Digne dans les Alpes de Haute Provence et mort le 26 décembre 1981 à Boulogne-Billancourt, est un photographe, cadreur et galeriste français. John Craven est décrit par François Nourissier comme "...un homme difficile à découper en tranches. Tout se tient, tout va ensemble et forme un bloc… un œil du XXème siècle".

## Biographie

### John Craven: Photographe
John Craven commence sa carrière de photographe à l'âge de 14 ans. Il publie ses premières photographies dans le magazine Movies Makers. Dans les années 1940, John Craven devient directeur de publication de la Revue de la pensée française. 
Entre 1950 et 1960, John Craven se focalise sur l'industrie pétrolière et photographie plus d'une centaine de clichés notamment des photos de raffineries. En 2020, la Galerie Berthet-Aittouarès y consacre une exposition intitulée La beauté terrible en dévoilant une sélection de tirages argentiques.
Dans les années 1960, il entreprend un tour photographique aux États-Unis accompagné de sa femme Christiane Paulmier. A son retour en 1967, il publie aux éditions Hachette 200 Millions d'Américains. Ce livre est illustré de 540 photographies dont 124 en couleurs retraçant la vie et le quotidien des américains notamment la journée type d'une famille de Los Angeles, des Amish et des Mormons. John Craven y parle de musées, des ouvriers du vide, des derniers cow-boys, des indiens et de jazz. Le succès du livre 200 Millions d'Américains lui vaut le prix Nadar, le Lion d'or de Venise ainsi que le prix Lénine de Moscou. Cet ouvrage a été interdit aux États-Unis dès sa parution. 
Dans les années 1970, John Craven se consacre aux sculpteurs du Musée des Sables à Barcarès. Durant cette période il réalise plusieurs portraits d'artistes notamment ceux de Kano Minoru, Moon Shin, Michael Grossert, Victor Roman, Fumio Otani, Gina Pane, Alicia Moï Orban, Arisztid Szendy, Les Simonnet, Peter Klasen, Albert Féraud, Henri Comby, Vera Szekely, Sérgio de Camargo.

### John Craven: Galeriste
Dans les années 1950, John Craven ouvre la Galerie Craven au 5 rue des Beaux-Arts à Saint Germain des Prés à Paris. Il y expose de nombreux artistes tels que Jean Dubuffet, Pablo Picasso, Jan Krizek, César Manrique, Wols, Hartung, Peter Klasen, et Guillaume Corneille, dont il achète les peintures directement dans son atelier au 20 rue Santeuil à Paris.
En 1969, John Craven est chargé par Jean Vilar de l'exposition d'art contemporain "L'Œil écoute" du festival d'Avignon et y présente notamment 500 photographies projetées au mur de 9 artistes dont Edouard Boubat, Jean Dieuzaide, Robert Doisneau et Jacques Henri Lartigue. 
Le 26 décembre 1981, celui qui déclarait "il ne s'agit pas de défendre le passé, il faut être amoureux du présent et audacieux du futur" décède d'une crise cardiaque.

## Collections, expositions
- 1969, Festival d'Avignon   Expo "L'œil écoute" Palais des Papes (Juin sept)
- 1984, 1985 Un œil du XXe siècle, Auxerre et à l'Abbaye de Saint-Savin-sur-Gartempe
- 2005, Galerie Berthet-Aittouares, Paris
- 2008, Un œil du XXe siècle, Montmorillon

## Prix et récompenses
- Prix Nadar, 1968
- Médaille Lénine, Moscou
- Lion d'or du reportage au Festival de Venise

## Livres
- 200 millions d'Américains, éditions Hachette, 1968, Prix Nadar
- Catalogue expo "l'œil écoute" festival d'Avignon 1969
- " Boulevard des Italiens 1875-1975 (Crédit Lyonnais) ", Draeger, Paris, 1975